# 10118 Jiwu
10118 Jiwu eller 1992 UK1 är en asteroid i huvudbältet som upptäcktes den 19 oktober 1992 av de båda japanska astronomerna Seiji Ueda och Hiroshi Kaneda i Kushiro. Den är uppkallad efter den kinesiske fysikern Ji Wu.
Den tillhör asteroidgruppen Gefion.